# Rendez-vous à Paris (opérette)
Rendez-vous à Paris est une opérette en deux actes et dix-huit tableaux du compositeur français Georges Liferman sur un livret de Jacques Mareuil et Dominique Tirmon.
Sa première représentation s'est déroulée à Lille au théâtre Sébastopol, le 30 mars 1968 (sur une mise en scène d'Edgar Duvivier).

## Représentations
- Lille, 19 mars 1968
- Toulouse, 31 octobre 1968

## Fiche technique
- Musique de Georges Liferman
- Livret de Jacques Mareuil et Dominique Tirmont

Création à Lille, le 30 mars 1968, avec :
- Rudy Hirigoyen (ténor),
- Luc Barney
- Madeleine Vernon

## Accueil
Selon un site consacré à l'opérette, il est indiqué que cette œuvre connaît un « beau succès » à sa sortie et qu'elle sera jouée sur la plupart des scènes françaises.